# Гільське
Гільське (пол. Hulskie) — зникле українське село на території гміни Чорна Бещадського повіту Підкарпатського воєводства Республіки Польща на лівому березі Сяну.

## Назва
У ході кампанії ліквідації українських назв село в 1977—1981 рр. називалось Станіславув (пол. Stanisławów).

## Історія
Задокументоване коло 1580 року як село на волоському праві у власності Кмітів. До 1772 року село знаходилося в Сяноцькій землі Руського воєводства.
У 1772—1918 роках село перебувало у складі Австро-угорської монархії, у провінції Королівство Галичини та Володимирії. 1882 року село входило до Ліського повіту та налічувало 227 жителів визнання греко-католицького і 28 римо-католицького.
У 1919—1939 роках входило до Ліського повіту Львівського воєводства (у 1934—1939 роках — ґміна Затварниця). У 1921 році село налічувало 52 будинки і 332 мешканці (298 визнання греко-католицького, 4 визнання римо-католицького і 30 осіб визнання юдейського). Також був фільварок.
У 1939 році в селі мешкало 430 осіб, з них 400 українців і 30 євреїв.
У 1946 року більшість жителів села вивезене до СРСР. Решта (7 родин) 1947 році в рамках операції Вісла відділами Війська Польського насильно виселені понімецькі землі

## Церква
Збудована 1820 року мурована церква св. Вмч. Параскеви належала до парафії Криве Затварницького деканату (з 1924 року — Лютовиського), до якої також належала філія в селі Творильне. Після виселення українців з церкву пограбували і зірвали дах.

## Сучасність
Зараз залишаються руїни церкви і дзвіниці та щораз слабші сліди забудови села. Поряд є рештки цвинтаря з п'ятьма вцілілими кам'яними надгробками. Також є сліди будівель фільварку і млина.